# ولایت بخارا
ولایت بخارا (به ازبکی: Buxoro viloyati، بخارا ولایتی)(به فارسی تاجیکی: Вилояти Бухоро)(به روسی: Бухарская область) یکی از ولایت‌های کشور ازبکستان است. 
گسترهٔ آن ۳۹٬۴۰۰ کیلومتر مربع و جمعیت آن ۱٬۵۳۶٬۴۰۰ تن است.
ولایت بخارا از قرن‌ها پیش تا به امروز ولایتی با جمعیتی متنوع بوده‌است. از جمله اهالی آن، ازبک‌ها، تاجیک‌ها، یهودیان، و نوادگان ایرانیان اخراج‌شده از مرو (در آسیای میانه، آنها موسوم به «ایرانی‌ها» هستند) می‌باشند. از لحاظ فرهنگی و زبانی، در طول قرنها، ترکهای ازبک به مرور زمان زبان و تعلقات طایفه‌ای خویش را از دست داده، و زبان و فرهنگ تاجیک‌های بومی منطقه را پذیرفتند. با این وجود، از زمان استقلال ازبکستان تا به امروز، به دلیل رسمی شدن زبان ازبکی و تشویق‌های دولتی، زبان تاجیکی در مکالمات روزمره جای خویش را اندک اندک به زبان ازبکی می‌دهد، طوری که تعداد افزاینده‌ای از روستاهای سابقاً تاجیکی، امروزه دو زبانه، و روستاهای سابقاً دوزبانه، امروزه ازبک‌زبان هستند. با این وجود، اکثر جمعیت ولایت، فارغ از اینکه خود را «تاجیک» یا «ازبک» بدانند، به هر دو زبان مسلط هستند.

## شهرها و شهرستان‌ها

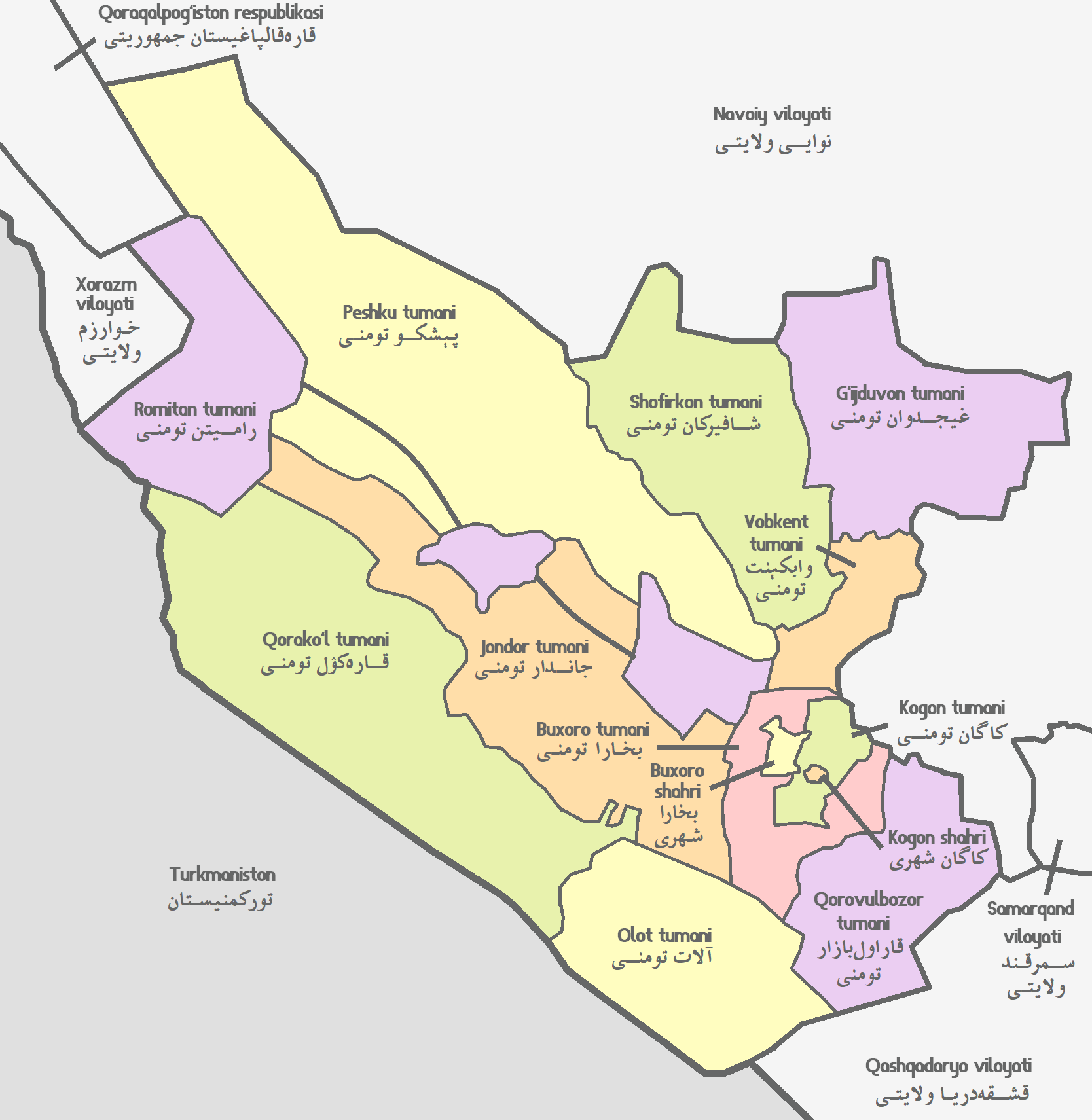
تقسیمات اداری ولایت بخارا

ولایت بخارا متشکل از ۲ شهر «در سطح شهرستان» و ۱۱ شهرستان می‌باشد.
| ردیف | نام شهر/شهرستان    | مرکز اداری     | نام به ازبکی                          | نام به روسی                                 | مساحت(km۲) | جمعیت (تخمین سال ۲۰۲۴) |
| ---- | ------------------ | -------------- | ------------------------------------- | ------------------------------------------- | ---------- | ---------------------- |
| ۱    | شهر بخارا          | شهر بخارا      | Buxoro shahri بخارا شهری              | город Бухара gorod Bukhara                  | ۱۴۳        | ۲۹۴٬۵۰۰                |
| ۲    | شهر کاگان          | شهر کاگان      | Kogon shahri کاگان شهری               | город Каган gorod Kagan                     | ۱۷         | ۶۴٬۷۰۰                 |
| ۳    | شهرستان آلات       | شهر آلات       | Olot tumani آلات تومنی                | Алатский район Alatskiy rayon               | ۳٬۲۳۰      | ۱۰۴٬۳۰۰                |
| ۴    | شهرستان بخارا      | شهر گله‌آسیا    | Buxoro tumani بخارا تومنی             | Бухарский район Bukharskiy rayon            | ۱٬۳۳۰      | ۱۷۸٬۴۰۰                |
| ۵    | شهرستان پیشکوی     | شهرک ینگی‌بازار | Peshku tumani پېشکو تومنی             | Пешкунский район Peshkunskiy rayon          | ۸٬۲۰۰      | ۱۳۱٬۲۰۰                |
| ۶    | شهرستان جاندار     | شهرک جاندار    | Jondor tumani جاندار تومنی            | Джандарский район Dzhandarskiy rayon        | ۵٬۱۷۰      | ۱۸۵٬۵۰۰                |
| ۷    | شهرستان رامیتن     | شهر رامیتن     | Romitan tumani رامیتن تومنی           | Рамитанский район Ramitanskiy rayon         | ۲٬۴۵۰      | ۱۵۱٬۴۰۰                |
| ۸    | شهرستان شاپورکان   | شهر شاپورکان   | Shofirkon tumani شافیرکان تومنی       | Шафирканский район Shafirkanskiy rayon      | ۳٬۷۲۰      | ۱۸۶٬۵۰۰                |
| ۹    | شهرستان غجدوان     | شهر غجدوان     | Gʻijduvon tumani غیجدوان تومنی        | Гиждуванский район Gizhduvanskiy rayon      | ۳٬۹۴۰      | ۳۲۲٬۵۰۰                |
| ۱۰   | شهرستان قراول‌بازار | شهر قراول‌بازار | Qorovulbozor tumani قاراول‌بازار تومنی | Караулбазарский район Karaulbazarskiy rayon | ۲٬۲۰۰      | ۱۹٬۹۰۰                 |
| ۱۱   | شهرستان قره‌کول     | شهر قره‌کول     | Qorakoʻl tumani قاره‌کۉل تومنی         | Каракульский район Karakul'skiy rayon       | ۹٬۸۴۰      | ۱۷۱٬۸۰۰                |
| ۱۲   | شهرستان کاگان      | شهر کاگان      | Kogon tumani کاگان تومنی              | Каганский район Kaganskiy rayon             | ۵۰۰        | ۶۴٬۷۰۰                 |
| ۱۳   | شهرستان وابکند     | شهر وابکند     | Vobkent tumani وابکېنت تومنی          | Вабкентский район Vabkentskiy rayon         | ۳۹۰        | ۱۴۸٬۷۰۰                |

1. ↑  شهر کاگان مرکز اداری شهرستان کاگان می‌باشد، اما تحت تابعیت اداری آن نیست. شهر کاگان شهر مستقل از شهرستان می‌باشد.

در کل، در ولایت بخارا، ۱۱ شهر وجود دارد، که دو تای آنان، از نظر تقسیمات اداری، به عنوان «در سطح شهرستان» و مستقل از تابعیت شهرستان‌ها، و ۹ تای دیگر آنان در تابعیت ۱۱ شهرستان این ولایت تعریف شده‌اند.
در این ولایت، ۳ شهرک و ۱۲۱ روستا نیز وجود دارد.
| - آلات (شهرستان آلات) - بخارا («شهر در سطح شهرستان») - رامیتن (شهرستان رامیتن) - شاپورکان (شهرستان شاپورکان) - غجدوان (شهرستان غجدوان) - قراول‌بازار (شهرستان قراول‌بازار) | - قره‌کول (شهرستان قره‌کول) - کاگان («شهر در سطح شهرستان») - گله‌آسیا (شهرستان بخارا) - گزلی (شهرستان رامیتن) - وابکند (شهرستان وابکند) |  |